# Favourite Worst Nightmare
Favourite Worst Nightmare è il secondo album in studio del gruppo musicale britannico Arctic Monkeys, pubblicato il 18 aprile 2007 dalle etichette discografiche Domino Records e Warner Bros.

## Tracce
1. Brianstorm – 2:50
2. Teddy Picker – 2:43
3. D Is for Dangerous – 2:16
4. Balaclava – 2:49
5. Fluorescent Adolescent – 2:57
6. Only Ones Who Know – 3:02
7. Do Me a Favour – 3:27
8. This House Is a Circus – 3:09
9. If You Were There, Beware – 4:34
10. The Bad Thing – 2:23
11. Old Yellow Bricks – 3:11
12. 505 – 4:13

Bonus track presenti solo nella versione per il Giappone
1. Matador – 4:58
2. Da Frame 2R – 2:22

## Formazione
- Alex Turner - voce, chitarra, tastiera
- Jamie Cook - chitarra, cori
- Nick O'Malley - basso, cori
- Matt Helders - batteria, cori